# 姉妹社
姉妹社（しまいしゃ）は、かつて日本に存在した出版社。『サザエさん』など漫画家・長谷川町子の漫画著書を専門に取り扱っていた他、長谷川作品の著作権管理も行っていた。本社は、東京都世田谷区桜新町に所在した。

## 歴史
長谷川町子本人が代表者を務め、営業担当は姉の長谷川毬子、経理は末妹の長谷川洋子が務めた。
父親の死後、一家で上京し、田河水泡に師事して漫画家デビューした町子は、終戦後の1946年4月、疎開先の福岡市で「サザエさん」の連載を福岡の地方紙『夕刊フクニチ』で開始した。同年末に町子一家は福岡から東京に戻るが、母親の貞子が「サザエさん」の単行本出版を思いつき、資金は父親が建てた福岡の自宅の売却費をあてることにした。毬子らと共に『姉妹社』を設立し、1947年1月1日『サザエさん』の単行本第1巻を出版した。当初のサイズはB5判の横綴じという形だったが、書店の店頭に並べにくいとの理由から返本され、長谷川の自宅は返本された第1巻に占拠された。貞子の薦めで第2巻からB6判にサイズを変更すると爆発的な売り上げとなり、書店からは判型の大きい第1巻でも売りたいとの要望で自宅にあった返本も全て引き取られた。以降、「サザエさん」の第1巻はB6判に改訂されて再出版され、全68巻出版された。また、『いじわるばあさん』（全6巻）他の長谷川町子作品もB6判で出版された。但し、『よりぬきサザエさん』や『サザエさんうちあけ話』、『サザエさん旅あるき』はA5判サイズで出版された。
『サザエさんうちあけ話』によれば、『サザエさん』の出版が軌道に乗ると、大手出版社から、宣伝や装丁などのノウハウのある自社に任せてもらえれば更に売り上げを伸ばせるという打診を受け、毬子は一時検討するが、どうしても出したいが他で扱ってくれない作品が将来できた時のために姉妹社での『サザエさん』の出版を続けたほうが良いのではとの考えに至った。一方、「将来どうしても出したい作品ができるかもしれない」当人の町子自身はそのあたり無頓着であり、姉の考えに任せていた。
1992年5月27日に町子が死去。翌年の1993年4月、町子の死去と毬子の高齢などの理由により「姉妹社」は日本出版販売に廃業届を出して解散し、著書は全て絶版となった。町子が残した作品の著作権管理は、長谷川町子美術館に移管された。これにより、1969年から現在まで続いているアニメ版『サザエさん』のコピーライトのクレジット表記も「©姉妹社」から「©(財)長谷川町子美術館」（現在は「(財)」の部分を割愛）に変更された。また、1994年から、「サザエさん」など姉妹社が取り扱った町子の作品が朝日新聞社から文庫本として再版されている。
単行本の裏表紙に表示された姉妹社のシンボルマークは、道路標識をモチーフにした木板に「SSS」と記された「スリーエスマーク」であった。これは、毬子・町子・洋子の長谷川三姉妹を表すものであった。姉妹社の「社」の字も単行本の裏表紙では部首が「示」になっている。

## 出版された作品
全て長谷川町子の著作。大半の作品は廃業後に朝日新聞社（2008年に出版部門を朝日新聞出版へ分社）から発売された長谷川町子全集（全33巻+別巻1）へ収録された。
- サザエさん[2]
  - よりぬきサザエさん[3]
  - 別冊サザエさん
  - かつおちゃんとわかめちゃん
  - サザエさんえほん[4]
  - サザエさんかるた
- いじわるばあさん[5]
  - いじわるばあさんかるた
- エプロンおばさん
- 新やじきた道中記
- 似たもの一家
- 仲よし手帖
- サザエさんうちあけ話
- サザエさん旅あるき
- 町子かぶき迷作集
- 町子たんぺん傑作集